# Tô Múa
Tô Múa là một xã thuộc huyện Vân Hồ, tỉnh Sơn La, Việt Nam.

## Địa lý
Xã Tô Múa có vị trí địa lý:
- Phía đông giáp xã Mường Tè
- Phía tây giáp huyện Mộc Châu
- Phía nam giáp xã Chiềng Khoa
- Phía bắc giáp xã Suối Bàng và xã Song Khủa.

Tổng diện tích tự nhiên 4.325 ha; đất nông nghiệp 1.419 ha; đất lâm nghiệp 1.880 ha; đất chưa sử dụng 915 ha.Đến 31-12-2013, toàn xã có 1.207 hộ; 4.772 nhân khẩu, mật độ dân số 110 người/km².
Có diện tích 102.2 km theo đường lộ 181.

## Lịch sử
Sau năm 1975, xã Tô Múa thuộc huyện Mộc Châu.
Ngày 10 tháng 6 năm 2013, Chính phủ ban hành Nghị quyết 72/NQ-CP về việc chuyển xã Tô Múa thuộc huyện Mộc Châu về huyện Vân Hồ mới thành lập quản lý.